# Anastácio (cancelário)
Anastácio (em latim: Anastasius) foi um oficial bizantino do século VI, ativo no reinado do imperador Justiniano (r. 527–565). Talvez seja o neto ilegítimo da imperatriz Teodora (r. 527–548), mas a suposição não é confirmada. Aparece em 533/7, quando foi instruído por Cassiodoro a enviar vinho e queijo de Brúcio à corte real e também ordenado que não cobrasse bacon e trigo do distrito de Régio, onde não havia produtos locais. Nas cartas de Cassiodoro que documentam o episódio, foi descrito como cancelário e talvez homem claríssimo.